# Астатула (Флорида)
Астатула (англ. Astatula) — місто (англ. town) в США, в окрузі Лейк штату Флорида. Населення — 1889 осіб (2020).

## Географія
Астатула розташована за координатами 28°42′26″ пн. ш. 81°44′3″ зх. д. / 28.70722° пн. ш. 81.73417° зх. д. (28.707320, -81.734190).  За даними Бюро перепису населення США в 2010 році місто мало площу 8,19 км², з яких 8,05 км² — суходіл та 0,14 км² — водойми.

## Демографія
Згідно з переписом 2010 року, у місті мешкало 1810 осіб у 626 домогосподарствах у складі 473 родин. Густота населення становила 221 особа/км².  Було 750 помешкань (92/км²).
Расовий склад населення:
| - 81,1 % — білих - 1,7 % — чорних або афроамериканців - 1,2 % — азіатів - 0,8 % — корінних американців - 0,2 % — вихідців з тихоокеанських островів - 13,0 % — осіб інших рас |

До двох чи більше рас належало 2,0 %. Частка іспаномовних становила 26,7 % від усіх жителів.
За віковим діапазоном населення розподілялося таким чином: 26,7 % — особи молодші 18 років, 57,6 % — особи у віці 18—64 років, 15,7 % — особи у віці 65 років та старші. Медіана віку мешканця становила 38,2 року. На 100 осіб жіночої статі у місті припадало 100,2 чоловіків;  на 100 жінок у віці від 18 років та старших — 104,5 чоловіків також старших 18 років.
Середній дохід на одне домашнє господарство  становив 49 864 долари США (медіана — 40 972), а середній дохід на одну сім'ю — 56 184 долари (медіана — 47 438). Медіана доходів становила 34 674 долари для чоловіків та 33 819 доларів для жінок. За межею бідності перебувало 22,0 % осіб, у тому числі 33,5 % дітей у віці до 18 років та 3,0 % осіб у віці 65 років та старших.
Цивільне працевлаштоване населення становило 640 осіб. Основні галузі зайнятості: освіта, охорона здоров'я та соціальна допомога — 25,9 %, науковці, спеціалісти, менеджери — 11,6 %, роздрібна торгівля — 9,5 %, мистецтво, розваги та відпочинок — 9,4 %.